# Göingeåsen
Göingeåsen är en horst med stora bokskogar, söder om Hässleholm och öster om Tormestorp och Finjasjön. Här finns många fornlämningar i form av gravrösen, domarringar och stensättningar. I Spragleröd finns en äldre bokskog där gamla träd och död ved lämnats kvar. 

## Naturreservat
Göingeåsen är ett naturreservat och Natura 2000-område. Målsättningen är att resten av reservatet på sikt ska få samma höga naturvärden som skogen i Spraglerödsbranten – en lövskog med gläntor, träd i olika åldrar och rikligt med död ved. Granplanteringarna ska efterhand ersättas av lövskog. 
Från utsiktspunkten Spraglerödshall har man utsikt över Finjasjön och Hovdalafälten. Skåneleden och den 22 km långa Hovdalaleden "Höjdarnas höjdarled" går igenom området. 